# Тартрат калия
Тартрат калия — органическое соединение,
соль калия и винной кислоты с формулой K2C4H4O6,
бесцветные кристаллы,
растворяется в воде,
образует кристаллогидраты,
имеет оптические изомеры.

## Получение
- Нейтрализация винной кислоты едким калием или поташем:

{\displaystyle {\mathsf {2KOH+C_{4}H_{6}O_{6}\ {\xrightarrow {}}\ K_{2}C_{4}H_{4}O_{6}+2H_{2}O}}}

## Физические свойства
Тартрат калия образует бесцветные кристаллы.
Хорошо растворяется в воде, слабо растворяется в этаноле.
Образует кристаллогидраты:
- K2C4H4O6•2H2O, триклинная сингония, параметры ячейки a = 0,702 нм, b = 0,690 нм, c = 1,120 нм, α = 95,73°, β = 102,87°, γ = 61,77°, Z = 2.
- K2C4H4O6•0,5H2O, моноклинная сингония, пространственная группа I 2, параметры ячейки a = 1,278 нм, b = 0,5049 нм, c = 1,260 нм, β = 104,75°, Z = 4.

## Применение
- Входит в состав пищевой добавки Е336, которая используется в пищевых продуктах в качестве антиоксиданта, подкислителя, регулятора кислотности, эмульгатора, стабилизирует окраску продуктов, усиливает действие антиоксидантов.
- Тартрат калия, называемый ещё сегнетовой солью в кристаллическом виде обладает сегнетоэлектрическим эффектом и применяется в приёмниках ультразвука.